# Jean de Rotrou

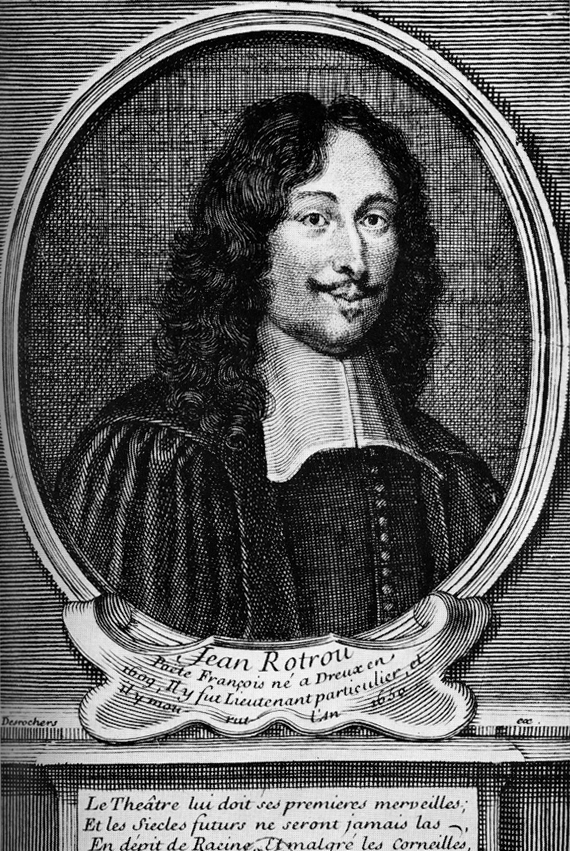
Jean de Rotrou.

Jean de Rotrou, född den 19 augusti 1609 i Dreux, död av pesten den 28 juni 1650, var en fransk dramatiker.
de Rotrou studerade juridik, men började samtidigt (1628) att syssla med diktkonsten och utgav två samlingar dikter 1631 och 1635. Viktigare är dock hans dramatiska verksamhet. År 1632 blev han anställd som dramatiker för teatertruppen i Hôtel de Bourgogne, och från 1634 räknades han som en av Richelieus "fem författare", liksom även Corneille uppmuntrade hans författarskap. År 1639 köpte han ett juridiskt ämbete i sin hemstad, men upphörde inte därför med sitt författarskap. Han är en av 1600-talets främsta skådespelsförfattare, som endast överträffas av Corneille och Racine. Rik fantasi, en praktfull diktion, som man till och med jämfört med Shakespeares, och romantisk flykt utmärker hans arbeten. Han författade sammanlagt 35 dramer av allvarligt och komiskt innehåll. De främsta av dessa är Saint-Genest (1645; tryckt 1648), Venceslas (1647; tryckt 1648), Chosroès (1648; tryckt 1649), vartill kommer komedierna Les deux sosies (1636-37; tryckt 1638) och Les captifs (1638; tryckt 1640).